# 800
Portal Geschichte | Portal Biografien | Aktuelle Ereignisse | Jahreskalender | Tagesartikel

◄ |
7. Jahrhundert |
8. Jahrhundert
| 9. Jahrhundert | ►

◄ |
770er |
780er |
790er |
800er
| 810er | 820er | 830er | ►

◄◄ |
◄ |
796 |
797 |
798 |
799 |
800
| 801 | 802 | 803 | 804 | ► | ►►
Staatsoberhäupter  · Nekrolog
| Januar | Januar | Januar | Januar | Januar | Januar | Januar | Januar |
| Kw     | Mo     | Di     | Mi     | Do     | Fr     | Sa     | So     |
| ------ | ------ | ------ | ------ | ------ | ------ | ------ | ------ |
| 1      |        |        | 1      | 2      | 3      | 4      | 5      |
| 2      | 6      | 7      | 8      | 9      | 10     | 11     | 12     |
| 3      | 13     | 14     | 15     | 16     | 17     | 18     | 19     |
| 4      | 20     | 21     | 22     | 23     | 24     | 25     | 26     |
| 5      | 27     | 28     | 29     | 30     | 31     |        |        |

| Februar | Februar | Februar | Februar | Februar | Februar | Februar | Februar |
| Kw      | Mo      | Di      | Mi      | Do      | Fr      | Sa      | So      |
| ------- | ------- | ------- | ------- | ------- | ------- | ------- | ------- |
| 5       |         |         |         |         |         | 1       | 2       |
| 6       | 3       | 4       | 5       | 6       | 7       | 8       | 9       |
| 7       | 10      | 11      | 12      | 13      | 14      | 15      | 16      |
| 8       | 17      | 18      | 19      | 20      | 21      | 22      | 23      |
| 9       | 24      | 25      | 26      | 27      | 28      | 29      |         |

| März | März | März | März | März | März | März | März |
| Kw   | Mo   | Di   | Mi   | Do   | Fr   | Sa   | So   |
| ---- | ---- | ---- | ---- | ---- | ---- | ---- | ---- |
| 9    |      |      |      |      |      |      | 1    |
| 10   | 2    | 3    | 4    | 5    | 6    | 7    | 8    |
| 11   | 9    | 10   | 11   | 12   | 13   | 14   | 15   |
| 12   | 16   | 17   | 18   | 19   | 20   | 21   | 22   |
| 13   | 23   | 24   | 25   | 26   | 27   | 28   | 29   |
| 14   | 30   | 31   |      |      |      |      |      |

| April | April | April | April | April | April | April | April |
| Kw    | Mo    | Di    | Mi    | Do    | Fr    | Sa    | So    |
| ----- | ----- | ----- | ----- | ----- | ----- | ----- | ----- |
| 14    |       |       | 1     | 2     | 3     | 4     | 5     |
| 15    | 6     | 7     | 8     | 9     | 10    | 11    | 12    |
| 16    | 13    | 14    | 15    | 16    | 17    | 18    | 19    |
| 17    | 20    | 21    | 22    | 23    | 24    | 25    | 26    |
| 18    | 27    | 28    | 29    | 30    |       |       |       |

| Mai | Mai | Mai | Mai | Mai | Mai | Mai | Mai |
| Kw  | Mo  | Di  | Mi  | Do  | Fr  | Sa  | So  |
| --- | --- | --- | --- | --- | --- | --- | --- |
| 18  |     |     |     |     | 1   | 2   | 3   |
| 19  | 4   | 5   | 6   | 7   | 8   | 9   | 10  |
| 20  | 11  | 12  | 13  | 14  | 15  | 16  | 17  |
| 21  | 18  | 19  | 20  | 21  | 22  | 23  | 24  |
| 22  | 25  | 26  | 27  | 28  | 29  | 30  | 31  |

| Juni | Juni | Juni | Juni | Juni | Juni | Juni | Juni |
| Kw   | Mo   | Di   | Mi   | Do   | Fr   | Sa   | So   |
| ---- | ---- | ---- | ---- | ---- | ---- | ---- | ---- |
| 23   | 1    | 2    | 3    | 4    | 5    | 6    | 7    |
| 24   | 8    | 9    | 10   | 11   | 12   | 13   | 14   |
| 25   | 15   | 16   | 17   | 18   | 19   | 20   | 21   |
| 26   | 22   | 23   | 24   | 25   | 26   | 27   | 28   |
| 27   | 29   | 30   |      |      |      |      |      |

| Juli | Juli | Juli | Juli | Juli | Juli | Juli | Juli |
| Kw   | Mo   | Di   | Mi   | Do   | Fr   | Sa   | So   |
| ---- | ---- | ---- | ---- | ---- | ---- | ---- | ---- |
| 27   |      |      | 1    | 2    | 3    | 4    | 5    |
| 28   | 6    | 7    | 8    | 9    | 10   | 11   | 12   |
| 29   | 13   | 14   | 15   | 16   | 17   | 18   | 19   |
| 30   | 20   | 21   | 22   | 23   | 24   | 25   | 26   |
| 31   | 27   | 28   | 29   | 30   | 31   |      |      |

| August | August | August | August | August | August | August | August |
| Kw     | Mo     | Di     | Mi     | Do     | Fr     | Sa     | So     |
| ------ | ------ | ------ | ------ | ------ | ------ | ------ | ------ |
| 31     |        |        |        |        |        | 1      | 2      |
| 32     | 3      | 4      | 5      | 6      | 7      | 8      | 9      |
| 33     | 10     | 11     | 12     | 13     | 14     | 15     | 16     |
| 34     | 17     | 18     | 19     | 20     | 21     | 22     | 23     |
| 35     | 24     | 25     | 26     | 27     | 28     | 29     | 30     |
| 36     | 31     |        |        |        |        |        |        |

| September | September | September | September | September | September | September | September |
| Kw        | Mo        | Di        | Mi        | Do        | Fr        | Sa        | So        |
| --------- | --------- | --------- | --------- | --------- | --------- | --------- | --------- |
| 36        |           | 1         | 2         | 3         | 4         | 5         | 6         |
| 37        | 7         | 8         | 9         | 10        | 11        | 12        | 13        |
| 38        | 14        | 15        | 16        | 17        | 18        | 19        | 20        |
| 39        | 21        | 22        | 23        | 24        | 25        | 26        | 27        |
| 40        | 28        | 29        | 30        |           |           |           |           |

| Oktober | Oktober | Oktober | Oktober | Oktober | Oktober | Oktober | Oktober |
| Kw      | Mo      | Di      | Mi      | Do      | Fr      | Sa      | So      |
| ------- | ------- | ------- | ------- | ------- | ------- | ------- | ------- |
| 40      |         |         |         | 1       | 2       | 3       | 4       |
| 41      | 5       | 6       | 7       | 8       | 9       | 10      | 11      |
| 42      | 12      | 13      | 14      | 15      | 16      | 17      | 18      |
| 43      | 19      | 20      | 21      | 22      | 23      | 24      | 25      |
| 44      | 26      | 27      | 28      | 29      | 30      | 31      |         |

| November | November | November | November | November | November | November | November |
| Kw       | Mo       | Di       | Mi       | Do       | Fr       | Sa       | So       |
| -------- | -------- | -------- | -------- | -------- | -------- | -------- | -------- |
| 44       |          |          |          |          |          |          | 1        |
| 45       | 2        | 3        | 4        | 5        | 6        | 7        | 8        |
| 46       | 9        | 10       | 11       | 12       | 13       | 14       | 15       |
| 47       | 16       | 17       | 18       | 19       | 20       | 21       | 22       |
| 48       | 23       | 24       | 25       | 26       | 27       | 28       | 29       |
| 49       | 30       |          |          |          |          |          |          |

| Dezember | Dezember | Dezember | Dezember | Dezember | Dezember | Dezember | Dezember |
| Kw       | Mo       | Di       | Mi       | Do       | Fr       | Sa       | So       |
| -------- | -------- | -------- | -------- | -------- | -------- | -------- | -------- |
| 49       |          | 1        | 2        | 3        | 4        | 5        | 6        |
| 50       | 7        | 8        | 9        | 10       | 11       | 12       | 13       |
| 51       | 14       | 15       | 16       | 17       | 18       | 19       | 20       |
| 52       | 21       | 22       | 23       | 24       | 25       | 26       | 27       |
| 53       | 28       | 29       | 30       | 31       |          |          |          |

| Januar | Januar | Januar | Januar | Januar | Januar | Januar | Januar |
| Kw     | Mo     | Di     | Mi     | Do     | Fr     | Sa     | So     |
| ------ | ------ | ------ | ------ | ------ | ------ | ------ | ------ |
| 1      |        |        | 1      | 2      | 3      | 4      | 5      |
| 2      | 6      | 7      | 8      | 9      | 10     | 11     | 12     |
| 3      | 13     | 14     | 15     | 16     | 17     | 18     | 19     |
| 4      | 20     | 21     | 22     | 23     | 24     | 25     | 26     |
| 5      | 27     | 28     | 29     | 30     | 31     |        |        |

| Februar | Februar | Februar | Februar | Februar | Februar | Februar | Februar |
| Kw      | Mo      | Di      | Mi      | Do      | Fr      | Sa      | So      |
| ------- | ------- | ------- | ------- | ------- | ------- | ------- | ------- |
| 5       |         |         |         |         |         | 1       | 2       |
| 6       | 3       | 4       | 5       | 6       | 7       | 8       | 9       |
| 7       | 10      | 11      | 12      | 13      | 14      | 15      | 16      |
| 8       | 17      | 18      | 19      | 20      | 21      | 22      | 23      |
| 9       | 24      | 25      | 26      | 27      | 28      | 29      |         |

| März | März | März | März | März | März | März | März |
| Kw   | Mo   | Di   | Mi   | Do   | Fr   | Sa   | So   |
| ---- | ---- | ---- | ---- | ---- | ---- | ---- | ---- |
| 9    |      |      |      |      |      |      | 1    |
| 10   | 2    | 3    | 4    | 5    | 6    | 7    | 8    |
| 11   | 9    | 10   | 11   | 12   | 13   | 14   | 15   |
| 12   | 16   | 17   | 18   | 19   | 20   | 21   | 22   |
| 13   | 23   | 24   | 25   | 26   | 27   | 28   | 29   |
| 14   | 30   | 31   |      |      |      |      |      |

| April | April | April | April | April | April | April | April |
| Kw    | Mo    | Di    | Mi    | Do    | Fr    | Sa    | So    |
| ----- | ----- | ----- | ----- | ----- | ----- | ----- | ----- |
| 14    |       |       | 1     | 2     | 3     | 4     | 5     |
| 15    | 6     | 7     | 8     | 9     | 10    | 11    | 12    |
| 16    | 13    | 14    | 15    | 16    | 17    | 18    | 19    |
| 17    | 20    | 21    | 22    | 23    | 24    | 25    | 26    |
| 18    | 27    | 28    | 29    | 30    |       |       |       |

| Mai | Mai | Mai | Mai | Mai | Mai | Mai | Mai |
| Kw  | Mo  | Di  | Mi  | Do  | Fr  | Sa  | So  |
| --- | --- | --- | --- | --- | --- | --- | --- |
| 18  |     |     |     |     | 1   | 2   | 3   |
| 19  | 4   | 5   | 6   | 7   | 8   | 9   | 10  |
| 20  | 11  | 12  | 13  | 14  | 15  | 16  | 17  |
| 21  | 18  | 19  | 20  | 21  | 22  | 23  | 24  |
| 22  | 25  | 26  | 27  | 28  | 29  | 30  | 31  |

| Juni | Juni | Juni | Juni | Juni | Juni | Juni | Juni |
| Kw   | Mo   | Di   | Mi   | Do   | Fr   | Sa   | So   |
| ---- | ---- | ---- | ---- | ---- | ---- | ---- | ---- |
| 23   | 1    | 2    | 3    | 4    | 5    | 6    | 7    |
| 24   | 8    | 9    | 10   | 11   | 12   | 13   | 14   |
| 25   | 15   | 16   | 17   | 18   | 19   | 20   | 21   |
| 26   | 22   | 23   | 24   | 25   | 26   | 27   | 28   |
| 27   | 29   | 30   |      |      |      |      |      |

| Juli | Juli | Juli | Juli | Juli | Juli | Juli | Juli |
| Kw   | Mo   | Di   | Mi   | Do   | Fr   | Sa   | So   |
| ---- | ---- | ---- | ---- | ---- | ---- | ---- | ---- |
| 27   |      |      | 1    | 2    | 3    | 4    | 5    |
| 28   | 6    | 7    | 8    | 9    | 10   | 11   | 12   |
| 29   | 13   | 14   | 15   | 16   | 17   | 18   | 19   |
| 30   | 20   | 21   | 22   | 23   | 24   | 25   | 26   |
| 31   | 27   | 28   | 29   | 30   | 31   |      |      |

| August | August | August | August | August | August | August | August |
| Kw     | Mo     | Di     | Mi     | Do     | Fr     | Sa     | So     |
| ------ | ------ | ------ | ------ | ------ | ------ | ------ | ------ |
| 31     |        |        |        |        |        | 1      | 2      |
| 32     | 3      | 4      | 5      | 6      | 7      | 8      | 9      |
| 33     | 10     | 11     | 12     | 13     | 14     | 15     | 16     |
| 34     | 17     | 18     | 19     | 20     | 21     | 22     | 23     |
| 35     | 24     | 25     | 26     | 27     | 28     | 29     | 30     |
| 36     | 31     |        |        |        |        |        |        |

| September | September | September | September | September | September | September | September |
| Kw        | Mo        | Di        | Mi        | Do        | Fr        | Sa        | So        |
| --------- | --------- | --------- | --------- | --------- | --------- | --------- | --------- |
| 36        |           | 1         | 2         | 3         | 4         | 5         | 6         |
| 37        | 7         | 8         | 9         | 10        | 11        | 12        | 13        |
| 38        | 14        | 15        | 16        | 17        | 18        | 19        | 20        |
| 39        | 21        | 22        | 23        | 24        | 25        | 26        | 27        |
| 40        | 28        | 29        | 30        |           |           |           |           |

| Oktober | Oktober | Oktober | Oktober | Oktober | Oktober | Oktober | Oktober |
| Kw      | Mo      | Di      | Mi      | Do      | Fr      | Sa      | So      |
| ------- | ------- | ------- | ------- | ------- | ------- | ------- | ------- |
| 40      |         |         |         | 1       | 2       | 3       | 4       |
| 41      | 5       | 6       | 7       | 8       | 9       | 10      | 11      |
| 42      | 12      | 13      | 14      | 15      | 16      | 17      | 18      |
| 43      | 19      | 20      | 21      | 22      | 23      | 24      | 25      |
| 44      | 26      | 27      | 28      | 29      | 30      | 31      |         |

| November | November | November | November | November | November | November | November |
| Kw       | Mo       | Di       | Mi       | Do       | Fr       | Sa       | So       |
| -------- | -------- | -------- | -------- | -------- | -------- | -------- | -------- |
| 44       |          |          |          |          |          |          | 1        |
| 45       | 2        | 3        | 4        | 5        | 6        | 7        | 8        |
| 46       | 9        | 10       | 11       | 12       | 13       | 14       | 15       |
| 47       | 16       | 17       | 18       | 19       | 20       | 21       | 22       |
| 48       | 23       | 24       | 25       | 26       | 27       | 28       | 29       |
| 49       | 30       |          |          |          |          |          |          |

| Dezember | Dezember | Dezember | Dezember | Dezember | Dezember | Dezember | Dezember |
| Kw       | Mo       | Di       | Mi       | Do       | Fr       | Sa       | So       |
| -------- | -------- | -------- | -------- | -------- | -------- | -------- | -------- |
| 49       |          | 1        | 2        | 3        | 4        | 5        | 6        |
| 50       | 7        | 8        | 9        | 10       | 11       | 12       | 13       |
| 51       | 14       | 15       | 16       | 17       | 18       | 19       | 20       |
| 52       | 21       | 22       | 23       | 24       | 25       | 26       | 27       |
| 53       | 28       | 29       | 30       | 31       |          |          |          |

## Ereignisse

### Politik und Weltgeschehen

#### Frankenreich
- 24. November: Karl der Große trifft in Rom ein, um auf einer am 1. Dezember beginnenden Synode die Vorgänge um das Attentat auf Papst Leo III. im April 799 zu klären. Leo leistet am 23. Dezember einen Reinigungseid, um die Anschuldigungen seiner Gegner zu entkräften. Diese, angeführt von den Adligen Paschalis und Campulus, werden daraufhin zum Tode verurteilt, dann aber zu Verbannung ins Frankenreich begnadigt.
- 25. Dezember: Karl der Große wird von Papst Leo III. in der Petersbasilika von Rom zum römischen Kaiser („Augustus“ und „Imperator“) gekrönt, wobei das anwesende Volk mit den Worten „Karl, dem Augustus, dem von Gott gekrönten großen und friedbringenden Kaiser der Römer, Leben und Sieg!“ die Akklamation leistet. Als Begründung dient dem Papst die angebliche Thronvakanz in Konstantinopel, wo seit 797 mit Irene erstmals eine Frau Alleinherrscherin ist. Karl bleibt die Anerkennung als weströmischer Kaiser durch Konstantinopel zunächst versagt („Zweikaiserproblem“). Faktisch bedeutet die Krönung die Begründung des abendländischen Kaisertums, das sich als Fortsetzung des römischen Kaisertums versteht (Translatio imperii). Unklar ist, ob die Krönung in dieser Form von Karl selbst gewollt war.

#### Iberische Halbinsel
- Verschiedene Rebellionen brechen in Lissabon, Mérida und Toledo aus und dauern bis 810 an. Die Aufstände werden blutig niedergeschlagen.
- Gemeinsamer Feldzug Asturiens (unter Alfons II.) und des Frankenreiches (Heerführer: Ludwig der Fromme) gegen die Mauren. Lleida und Huesca werden erobert, Barcelona belagert und 803 eingenommen; die Eroberungen bilden die Grundlage für die Spanische Mark.

#### Übriges Europa
- In Schweden löst die Wikingerzeit die Vendelzeit ab.
- Erste urkundliche Erwähnung von Arfeld, Fahrnau und Hohenhaslach
- um 800: Esslingen am Neckar erhält das Marktrecht.
- um 800: Offa’s Dyke wird errichtet.

#### Vorderasien und Nordafrika
- Die Aghlabiden erringen als Emire von Ifrīqiya in Nordafrika faktisch die Unabhängigkeit von den Kalifen der Abbasiden in Bagdad. Die Dynastie regiert bis 909 im Maghreb.

#### Südasien
- König Kulasekhara begründet in Kerala in Südindien das zweite Chera-Reich.

#### Amerika
- um 800: Die Kariben dringen vom amerikanischen Kontinent auf die karibischen Inseln vor.

### Religion
- Liudger gründet das Kloster Werden, das sich in der Folge zum bedeutendsten Kloster der Region entwickelt. Es ist Eigenbesitz der Familie Liudgers. Er gründet im selben Jahr auch das Kloster St. Ludgeri, aus dem sich die Stadt Helmstedt entwickelt. Beide Klöster werden in Personalunion geführt.
- um 800: Gründung des Frauenklosters Herford

## Historische Karten und Ansichten

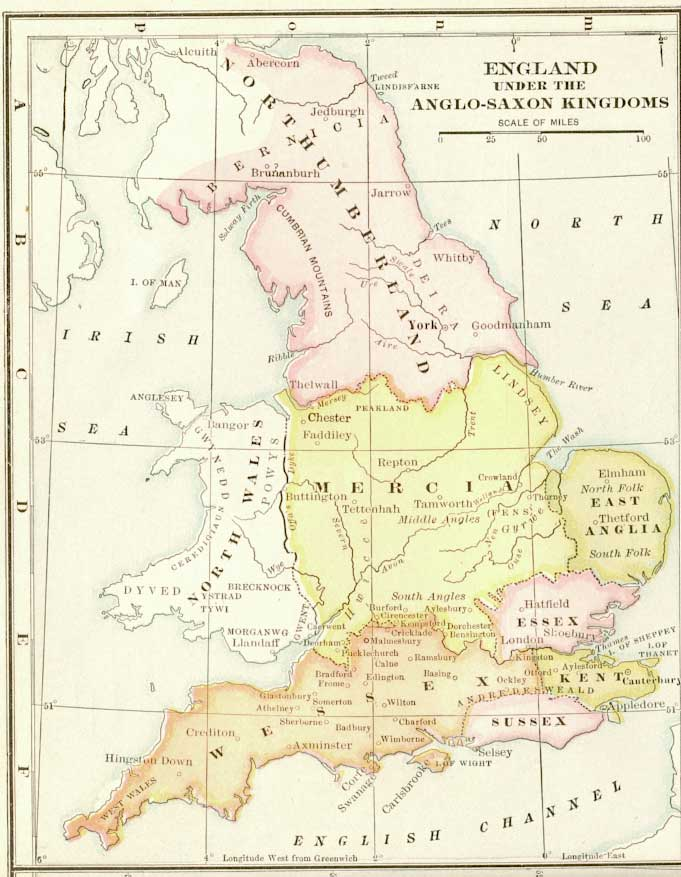
Britannien um 800

## Geboren

### Geboren um 800
- Fatima al-Fihri, Begründerin der Universität al-Qarawīyīn in Marokko († um 880)
- al-Kindī, islamischer Philosoph († 873)
- Altfrid, Bischof von Hildesheim († 874)
- Æthelwulf, König von Wessex († 858)
- Hunger, Bischof von Utrecht († 866)
- Swithin, Bischof von Winchester († 862)
- Warin I., Abt des Klosters Corvey († 856)

## Gestorben

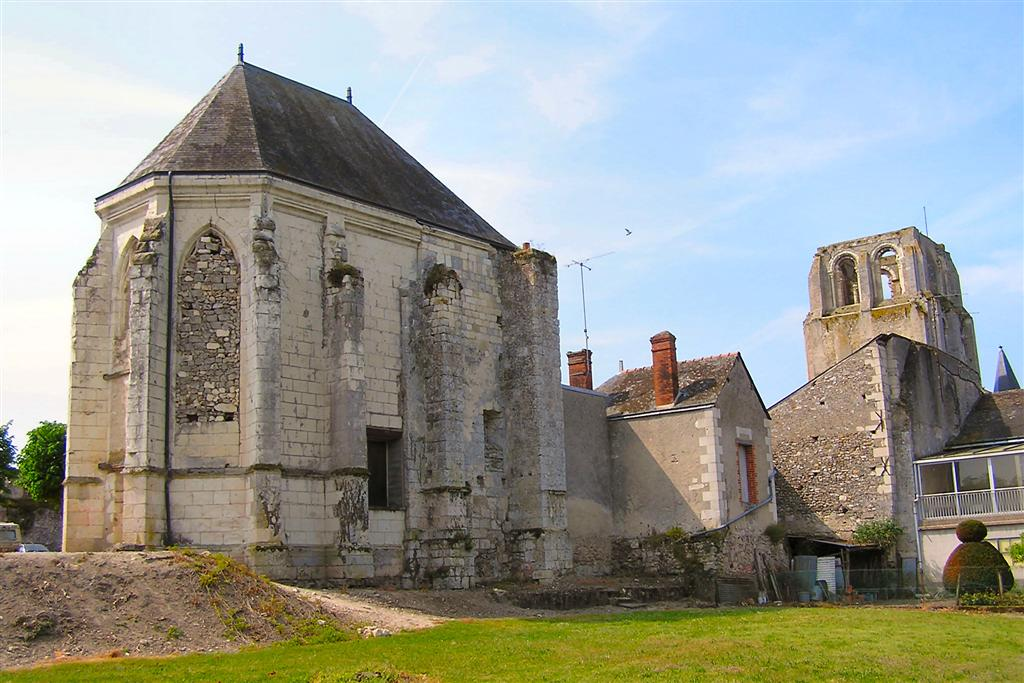
Abtei Saint-Paul de Cormery: Zum Gedenken an Luitgard von Karl dem Großen errichtet

- 4. Juni: Liutgard, Königin der Franken, Gemahlin Karls des Großen
- Juni: Staurakios, byzantinischer Eunuch, Patrikios und leitender Staatsbeamter